# Lungödem
Lungödem, förr lungvattusot, är en ansamling av vätska i lungorna som gör det svårt att andas. Lungödem orsakas oftast av att funktionen i hjärtats vänsterkammare är sämre än i högerkammaren. Detta gör att hjärtats vänstra kammare inte orkar pumpa bort det blod som höger kammare pumpar in i lungkretsloppet. Andfåddhet, rosa slem och rassel som kan höras med stetoskop uppstår.
Normalt balanseras kapillärtrycket på 10 mm Hg mot det kolloid-osmotiska trycket i blodet på 30 mm Hg. Risk för lungödem föreligger vid stigande kapillärtryck, om samtidigt det kolloidosmotiska trycket sjunker eller om barriären mellan luft i alveolen och blodet i alveolarkapillärerna förändras i riktning mot större permeabilitet för blodplasman.
Lungödem kan utvecklas kroniskt eller uppkomma akut. Akut lungödem kräver akutsjukvård.

## Orsaker
Lungödem beror i de flesta fallen på någon hjärt- och kärlsjukdom. Sådana sjukdomar innefattar kardiomyopati, kranskärlssjukdom och högt blodtryck.
Andra sjukdomar kan dock också orsaka lungödem, exempelvis lungsjukdomar, virussjukdomar, trauma mot bröstkorgen, och vissa kemiska substanser. Även stark kroppsansträngning på mycket hög höjd kan orsaka lungödem hos annars friska individer.

## Symptom
Symtomen på lungödem skiljer sig åt beroende på om det är akut eller kroniskt.

### Akut lungödem
1. Andfåddhet som förvärras liggande och vid ansträngning (ortopné), rethosta och förhöjt blodtryck
2. Ökad andfåddhet, ångest, en bubblande känsla i bröstet, kallsvett, åter sänkt blodtryck
3. Luftskummig vätska, ofta rosafärgad, tränger fram ur näsa och mun
4. Medvetslöshet och död

## Behandling
Akut lungödem är ett livshotande tillstånd som kräver omedelbar behandling. Följande åtgärder syftar till att minska belastningen på hjärtat:
1. Halvsittande kroppsläge med sänkt fotända (hjärtsängläge)
2. Syrgas via andningsmask, ofta med förhöjt tryck, s k CPAP (continuous positive airway pressure)
3. Nitroglycerin
4. Vätskedrivande läkemedel
5. Morfin
6. Betablockerande läkemedel vid snabbt förmaksflimmer
7. Digitalis som sänker hjärtfrekvensen och ökar hjärtats pumpkraft kan ibland ges intravenöst